# 許瑤光
許瑤光（1817年—1881年），字雪门，号复斋，晚号复叟，湖南省善化縣人，清朝政治人物。

## 生平
道光二十九年（1849年）拔贡，咸丰二年（1852年）起历任浙江桐庐、淳安、常山、诸暨、仁和等县知县。
咸豐十年（1860年），任诸暨知县時，得知蓮蓬黨何文慶聚眾抗捐，親往前畈村調查，被該黨制服軟禁五日之久，得山陰縣主事何維俊協調才獲釋。被放後，即將此事件飛報浙江巡撫王有齡。不久，太平軍攻打诸暨，守城的許瑤光受傷多處，幸得百姓搶救，被左宗棠軍收留。
同治三年（1864年）升任嘉兴知府，在任十七年，任內修葺孔庙，重建鸳湖书院，重修嘉兴、秀水县学、浚河、修桥、筑路等。嘉兴士庶建来许亭、许公三至亭以纪念。光绪元年（1875年）组织重修《嘉兴府志》，自任总修，吴仰贤任总纂，盛庆瑺撰〈嘉秀列传〉，由汪绳武撰嘉善各门、严良撰桐乡各门、徐用仪、徐用福合撰海盐各门、陈其荣撰〈经籍〉与〈兵事〉。四年夏成书，即俗称“许府志”。光绪七年（1881年）病卒于任上。

## 作品
《雪门诗草》、《谈浙》

## 軼聞
- 許瑤光自负博学，有次探视一位生病下属，代为开药方，後者不敢違，因而丧命。[6]